# Eduardo Sánchez (director)
Eduardo Miguel Ed Sánchez Quirós (La Habana, 20 de diciembre de 1968) es un director estadounidense de origen cubano, famoso por codirigir con Daniel Myrick y escribir la película de horror psicológico The Blair Witch Project (1999).

## Biografía
De niño sus padres migraron de Cuba a Estados Unidos a la ciudad de Florida. Eduardo tuvo mucho interés en el cine desde pequeño.
En la escuela secundaria Wheaton High School, Ed hizo proyectos cinematográficos, tales como el corto Shrimp fried vice and pride (in the name of love), protagonizado por su familia y sus amigos, y por el propio Ed.
Después ingresó en el Montgomery College, donde continuó haciendo películas como Star Trek demented.
Ingresó en la Universidad del Centro de Florida donde hizo Gabriel’s dream, una película que él consideró que sería su lanzamiento a la fama. Pero esta tardaría todavía otra década en llegar. En 1994 egresó de esa universidad con una licenciatura en cine.
En 1997, Ed y su amigo íntimo Daniel Myrick comenzaron la producción de The Blair Witch Project. Lanzada en 1999, fue la película más exitosa en la historia del cine de la última década de los 90 (en relación con su bajo presupuesto y sus ingentes ganancias en todo el mundo). 
A pesar de que en el año 2000 existió una secuela de esa película, llamada Book of Shadows: Blair Witch 2, Eduardo Ed Sánchez dijo que su secuela haría caso omiso a la anterior:

De hecho, me gustó la segunda parte, pero al mismo tiempo existe en un mundo fuera de mi película. Así que si queremos hacer una secuela de The Blair Witch Project, tenemos que quedarnos en ese mundo. Book of Shadows: Blair Witch 2 no se estableció en ese mundo. Book of Shadows creó un mundo diferente. Es como si la secuela de Tiburón hubiera comenzado con tomas de personas que hacían la fila para ver Tiburón en el cine. Book of Shadows funcionó de una determinada manera, pero mi mayor queja con Artisan es que no deberían haberla llamado Blair Witch 2. Hubiera estado bien que la hubieran llamado Blair Witch Chronicles, porque en realidad no era una secuela de nuestra película. Esta sería una secuela directa de nuestro film dentro de la mitología del pueblo de Burkittsville siendo poseído o atormentado por algo.
Ed Sánchez

Desde el 2000. Está casado con Stephanie DeCassen, vive con ella y sus hijos en Washington, DC.
Mide 2,01 m

## Filmografía[1]

### Director
- 1999: The Blair Witch Project
- 1999: Curse of the Blair Witch (película de televisión).
- 2006: Altered
- 2008: Seventh Moon
- 2009: ParaAbnormal (película de televisión).
- 2011: Lovely Molly[3][4]
- 2012: Exists (2012)[5]
- 2013: VHS 2 (2013)[6]

### Productor Ejecutivo
- 2016: Blair Witch (Productor ejecutivo)[7]
- 2023:The Jester (Productor ejecutivo)[8]

Televisión
- Supernatural (2005–2020) (5 episodios)
- Intruders (2014) (4 episodios)
- From Dusk Till Dawn: The Series (2014–2016) (4 episodios)
- 12 Deadly Days (2016) (1 episodio)
- Lucifer (2016–2021) (2 episodes)
- Queen of the South (2016–2021) (8 episodios)
- Taken (2017–18) (2 episodios)
- The Passage (2019) (episodio "You Are like the Sun")
- The InBetween (2019) (episodio "The Devil's Refugee")
- neXt (2020) (episodio "file #4")
- Nancy Drew (2021) (episodio "The Reunion of The Lost Souls")
- American Horror Stories (2021) (episodio "Drive In")
- Yellowjackets (2022) (episodio "Sic Transit Gloria Mundi")
- Charmed (2022) (episodio "Truth or Dares")
- CSI: Vegas (2023) (episodio "Third Time's the Charm")
- FBI (2023) (episodio "Family First")
- FBI: International (2023) (episodio "Jealous Mistress")
- Star Trek: Strange New Worlds (2023) (episodio "Among the Lotus Eaters")
- Goosebumps (2025) (episodio "The Girl Next Door")

### Como Actor
- 2021: Unknown Dimension: The Story of Paranormal Activit